# Carollia
Carollia es un género de murciélagos microquirópteros de la familia Phyllostomidae conocidos vulgarmente como murciélagos colicortos. Son propios de América del Sur y Central.
Son murciélagos de constitución robusta y tamaño medio, con una mancha verrugosa en la barbilla sobre el labio inferior y con una visible hoja nasal.

## Especies
Se han descrito las siguientes especies:
- Carollia benkeithi
- Carollia brevicauda
- Carollia castanea
- Carollia colombiana
- Carollia manu
- Carollia perspicillata
- Carollia sowelli
- Carollia subrufa